# Aeroporto de Manchester
O Aeroporto de Manchester (IATA: MAN, ICAO: EGCC), é o terceiro maior aeroporto do Reino Unido em termos de passageiros 2014. Serve a área metropolitana de Manchester e encontra-se a 17 km do centro na localização de Ringway, sudoeste de Manchester.
Frequentado com mais 21,9 milhões de passageiros em 2014, é o maior aeroporto do Reino Unido fora de Grande Londres e operado pelo Manchester Airports Group Plc. Tem como base operacional as companhias aéreas Flybe, Ryanair, easyJet Airlines, Monarch Airlines, Thomas Cook Airlines, Thomson Airways e Jet2.com. O aeroporto tem três terminais de passageiros e um terminal de carga. O aeroporto de Manchester oferece voos domésticos, internacionais e intercontinentais graças à presença de 67 companhias aéreas. 
Inaugurado oficialmente em 25 de junho de 1938, foi inicialmente conhecido como Ringway Airport, um nome ainda em uso local. Na Segunda Guerra Mundial, como RAF Ringway, foi uma base para a Força Aérea Real. O aeroporto é de propriedade e administrado pela Manchester Airport Holdings (negociada como MAG), uma holding de propriedade da casa financeira australiana IFM Investors e dos dez conselhos distritais metropolitanos da Grande Manchester, com a Câmara Municipal de Manchester possuindo a maior participação. Ringway, após o qual o aeroporto foi nomeado, é uma vila com alguns edifícios e uma igreja na borda oeste do aeroporto.
Em 2017, passou por uma grande expansão para dobrar o tamanho do Terminal 2, os primeiros elementos inaugurados em 2019.  A expansão de £ 1 bilhão será concluída em 2024 e permitirá que o Terminal 2 movimente 35 milhões de passageiros. Existe capacidade para até 50 milhões de passageiros por ano com duas pistas; No entanto, este valor potencial é limitado pela restrição do aeroporto a 61 movimentos de aeronaves por hora, bem como pelos tamanhos de terminais existentes para processar chegadas e partidas de forma eficaz.

## Estatísticas

### Estatísticas anuais
|                                                | Passageiros | Movimento | Frete (toneladas) |
| ---------------------------------------------- | ----------- | --------- | ----------------- |
| 1990                                           | 10 475 641  | 121 744   | 72 255            |
| 1991                                           | 10 463 667  | 124 269   | 66 045            |
| 1992                                           | 12 051 220  | 131 010   | 74 713            |
| 1993                                           | 13 099 080  | 135 406   | 84 087            |
| 1994                                           | 14 547 477  | 142 936   | 91 055            |
| 1995                                           | 14 732 034  | 146 107   | 79 876            |
| 1996                                           | 14 642 385  | 141 070   | 78 628            |
| 1997                                           | 15 948 454  | 147 405   | 94 318            |
| 1998                                           | 17 351 162  | 162 906   | 100 099           |
| 1999                                           | 17 577 765  | 169 941   | 107 803           |
| 2000                                           | 18 568 709  | 178 468   | 116 602           |
| 2001                                           | 19 307 011  | 182 097   | 106 406           |
| 2002                                           | 18 809 185  | 177 545   | 113 279           |
| 2003                                           | 19 699 256  | 191 518   | 122 639           |
| 2004                                           | 21 249 841  | 208 493   | 149 181           |
| 2005                                           | 22 402 856  | 217 987   | 147 484           |
| 2006                                           | 22 422 855  | 229 729   | 148 957           |
| 2007                                           | 22 112 625  | 222 703   | 165 366           |
| 2008                                           | 21 219 195  | 204 610   | 141 781           |
| 2009                                           | 18 724 889  | 172 515   | 102 543           |
| 2010                                           | 17 759 015  | 147 032   | 115 922           |
| 2011                                           | 18 892 756  | 158 025   | 107 415           |
| 2012                                           | 19 736 502  | 160 473   | 96 822            |
| 2013                                           | 20 751 581  | 161 306   | 96 373            |
| 2014                                           | 21 989 682  | 162 919   | 93 466            |
| 2015                                           | 23 136 047  | 164 710   | 100 021           |
| 2016                                           | 25 637 054  | 183 731   | 109 630           |
| 2017                                           | 27 791 274  | 203 631   | 123 576           |
| 2018                                           | 28 275 972  | 201 239   | 117 264           |
| 2019                                           | 29 397 357  | 202 892   | 108 382           |
| 2020                                           | 7 034 856   | 66 760    | 48 938            |
| 2021                                           | 6 085 103   | 60 376    | 52 564            |
| 2022                                           | 23 364 471  | 158 575   | 65 403            |
| 2023                                           | 28 077 659  | 180 246   | 67 830            |
| Fonte: United Kingdom Civil Aviation Authority |             |           |                   |

|                      |
| Updated: 16 Feb 2024 |